# Valeriano
Publio Licinio Valeriano (in latino Publius Licinius Valerianus; 200 circa – Bishapur, dopo il 260) è stato un imperatore romano.
Regnò dal 253 al 260. È il primo esponente della Dinastia valeriana.
Dopo la sua ascesa al trono associò suo figlio Gallieno al potere, prima come Cesare e poi come Augusto, nominando a sua volta il secondogenito, Valeriano il giovane, Cesare. Il suo governo fu caratterizzato dai continui tentativi di sconfinamento di popoli alle frontiere danubiane e renane, ma anche in Numidia e sul confine sasanide la situazione era tutt'altro che tranquilla. Proprio mentre stava conducendo operazioni militari contro i Persiani Sasanidi nel confine orientale dell'Impero romano, fu fatto prigioniero durante la battaglia di Edessa, in Mesopotamia, nel 260 dal re Sapore I dei Sasanidi e morì prigioniero qualche tempo dopo.
Il regno di Valeriano, in particolare la sua seconda parte, è descritto da pochissime fonti, per lo più frammentarie; la cronologia si basa sulla sua data di morte, tradizionalmente assunta essere il 260.

## Biografia

### Origini familiari
Valeriano apparteneva a una famiglia dell'aristocrazia senatoriale italica; era sposato probabilmente con Mariniana e aveva un figlio, Gallieno.

### Carriera
Secondo la spesso inaffidabile Historia Augusta, nel 238, in quanto princeps senatus, negoziò il riconoscimento da parte del Senato di Gordiano I. Sempre la Historia Augusta racconta come, nel 251, l'imperatore Decio volle ripristinare la carica di censore conferendole i poteri civili dell'imperatore, e chiese al Senato di proporre un suo membro per la carica; i senatori scelsero all'unanimità Valeriano, cui Decio offrì la censura, ottenendo un rispettoso rifiuto. La questione dell'attendibilità di questo racconto è dibattuta, ma pare certo che Valeriano abbia ricoperto importanti funzioni amministrative sotto Decio. Considerando che quando Decio partì per l'infausta campagna contro i Goti portò con sé il figlio maggiore Erennio Etrusco e lasciò a Roma la moglie e il figlio minore e l'adolescente Ostiliano, si può ragionevolmente ritenere che Valeriano, dall'alto della sua funzione, agì da reggente fino alla morte di Decio ed Erennio e all'ascesa al trono di Treboniano Gallo. Durante la campagna gotica di Decio, a Roma si ribellò Giulio Valente Liciniano, ma Valeriano soffocò rapidamente questa usurpazione.
Fu Treboniano Gallo a nominare Valeriano governatore della Rezia, o quantomeno comandante delle truppe lì stanziate.

### Ascesa al trono (253)
Lo stesso Treboniano Gallo chiese poi aiuto a Valeriano nel 253, nominandolo governatore della Rezia, quando Emiliano, proclamato imperatore dalle truppe danubiane, marciò contro l'Italia. Valeriano marciò verso sud dalla Rezia, portando con sé le truppe renane, ma non fece in tempo a salvare Gallo, sconfitto da Emiliano e ucciso dai propri uomini; le truppe di Valeriano, però, rifiutarono di riconoscere il vincitore e acclamarono il proprio generale imperatore.
Nel tardo luglio/metà settembre 253, gli eserciti di Valeriano ed Emiliano si scontrarono, ma i soldati di Emiliano decisero di abbandonarlo e lo uccisero forse a Spoleto presso un ponte, detto dei Sanguinarii, o in una località tra Oricolum e Narnia. Contemporaneamente, una nuova ondata di Goti, Borani, Carpi ed Eruli aveva portato distruzione fino a Pessinunte ed Efeso via mare, e poi via terra fino ai territori della Cappadocia. Ne approfittarono anche le armate dei Sasanidi di Sapore I, che provocarono un contemporaneo sfondamento del fronte orientale, penetrando in Mesopotamia e Siria fino ad occupare la stessa Antiochia (fine del 252-inizi del 253).

### Regno (253-260)

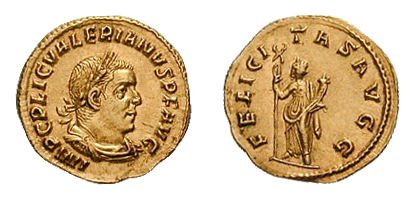
Aureo di Valeriano, celebrante la Felicitas dell'impero; al retro, la legenda FELICITAS AVGG si riferisce ai due augusti, Valeriano e suo figlio Gallieno.

Il Senato romano fu, presumibilmente, soddisfatto nel ratificare la nomina di un elemento della propria classe. Queste difficoltà costrinsero il nuovo imperatore, a spartire con il figlio Gallieno l'amministrazione dello Stato romano in qualità di Cesare, affidando a quest'ultimo la parte occidentale e riservando per sé quella orientale, come in passato era già avvenuto con Marco Aurelio e Lucio Vero (161-169). Quando Valeriano giunse a Roma, preferì innalzare il figlio al rango di co-Augusto, nominando a sua volta il secondogenito, Valeriano il giovane, Cesare.
All'epoca della crisi del III secolo, la pratica di associare il proprio figlio al trono non era sconosciuta, ma nei casi precedenti (da Massimino Trace ed il figlio Massimo, a Filippo l'Arabo e Severo Filippo, Decio ed Erennio Etrusco, Treboniano Gallo e Volusiano, con la sola eccezione, di Gordiano I e Gordiano II), il Cesare o co-Augusto associato al trono era sempre stato molto più giovane dell'imperatore principale, dimostratosi sempre incapace di reggere il potere da solo. Gallieno invece all'epoca della nomina a Cesare aveva già trentacinque anni e una maturata esperienza militare e di governo. La sua elevazione a coreggente offrì quindi, oltre a vantaggi dinastici, anche la possibilità di avere due imperatori esperti che collaboravano tra loro ed in grado di governare ciascuno la sua pars Imperii, dando all'agire imperiale doppio vigore. Così Valeriano e Gallieno dimostrarono subito di avere intenzione di arginare le continue incursioni a settentrione ed in Oriente, partendo appena gli fu possibile per le rispettive destinazioni, Gallieno in Occidente e Valeriano in Oriente.
Tra i suoi atti amministrativi, prima di raggiungere il fronte orientale, vi fu la divinizzazione della moglie Mariniana e l'istituzione della rotazione annuale alla carica di praefectus urbi. Un grosso merito che ebbe Valeriano, fu quello di far promuovere validi generali come Claudio il Gotico, Ingenuo, Regaliano, Postumo, Macriano ed Aureolo, tutti militari di carriera, e metterli in ruoli chiave per la protezione delle frontiere imperiali, che in seguito giunsero all'impero.

#### In Oriente: prima fase (253-254)
L'invasione operata da Sapore I contro le province orientali dell'Impero romano della fine del 252-inizi del 253, aveva condotto le truppe persiane ad occupare numerose città della provincia di Mesopotamia (compresa la stessa Nisibis). I sasanidi continuarono la loro avanzata fino in Cappadocia, Licaonia e Siria, dove batterono l'esercito romano accorrente a Barbalissos e si impossessarono della stessa Antiochia (caduta forse per il tradimento di un certo Mariade), dove ne distrussero numerosi edifici, razziarono un ingente bottino e trascinarono con sé numerosi prigionieri (253). Ecco come viene descritta nelle Res gestae divi Saporis:
(Res gestae divi Saporis, riga 11-19 da Richard Stoneman, Palmyra and its Empire. Zenobia revolt against Rome, Michigan 1994, p. 93.)
Questa invasione nell'Oriente romano avveniva contemporaneamente a un'altra grande incursione proveniente al di là del Danubio e del Ponto Eusino da parte dei Goti.
(Zosimo, Storia nuova, I.27.1-2)

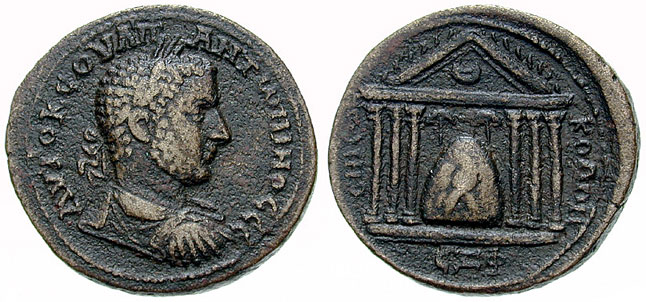
Moneta di Uranio Antonino, la cui usurpazione in Oriente, iniziata come reazione alle invasioni dei Sasanidi, terminò con l'arrivo di Valeriano.

Accadde, anche, che una colonna militare sasanide non solo non riuscì nell'impresa di conquistare la città di Emesa, ma fu sconfitta dagli stessi abitanti della città assediata che presero l'iniziativa, compiendo una sortita contro l'armata nemica. Alla fine di questa nuova incursione sasanide, l'imperatore Valeriano fu costretto ad intervenire, dopo aver lasciato la cura dell'Occidente al figlio Gallieno. Valeriano, partito da Roma, giunto in Oriente, riuscì a riconquistare la capitale della Siria, Antiochia, quello stesso anno (253) o l'anno successivo (254), facendone poi il suo "quartier generale" per la ricostruzione dell'intero fronte orientale. Nello stesso anno assunse il titolo di restitutor Orientis.
Contemporaneamente la parte orientale dell'Impero romano era interessata dall'usurpazione di Uranio Antonino, proclamatosi imperatore in opposizione al pericolo costituito dall'invasione dei Sasanidi e nel vuoto di potere dovuto alla guerre tra gli imperatori che si succedettero in quel periodo. Quando Sapore I aveva, infatti, attaccato le province orientali romane, Uranio si sarebbe proclamato imperatore. La latitanza del potere centrale imponeva alle personalità locali di provvedere alla difesa del territorio mediante la raccolta di forze autoctone, e l'autorità di un imperatore, sia pure locale, avrebbe facilitato questa opera. Con l'approssimarsi di Valeriano e del suo esercito, Uranio avrebbe ridotto le proprie pretese, forse a seguito di un compromesso con l'imperatore stesso.

#### Tra Danubio e Oriente: Goti, Borani, Carpi e Sasanidi (253-256)

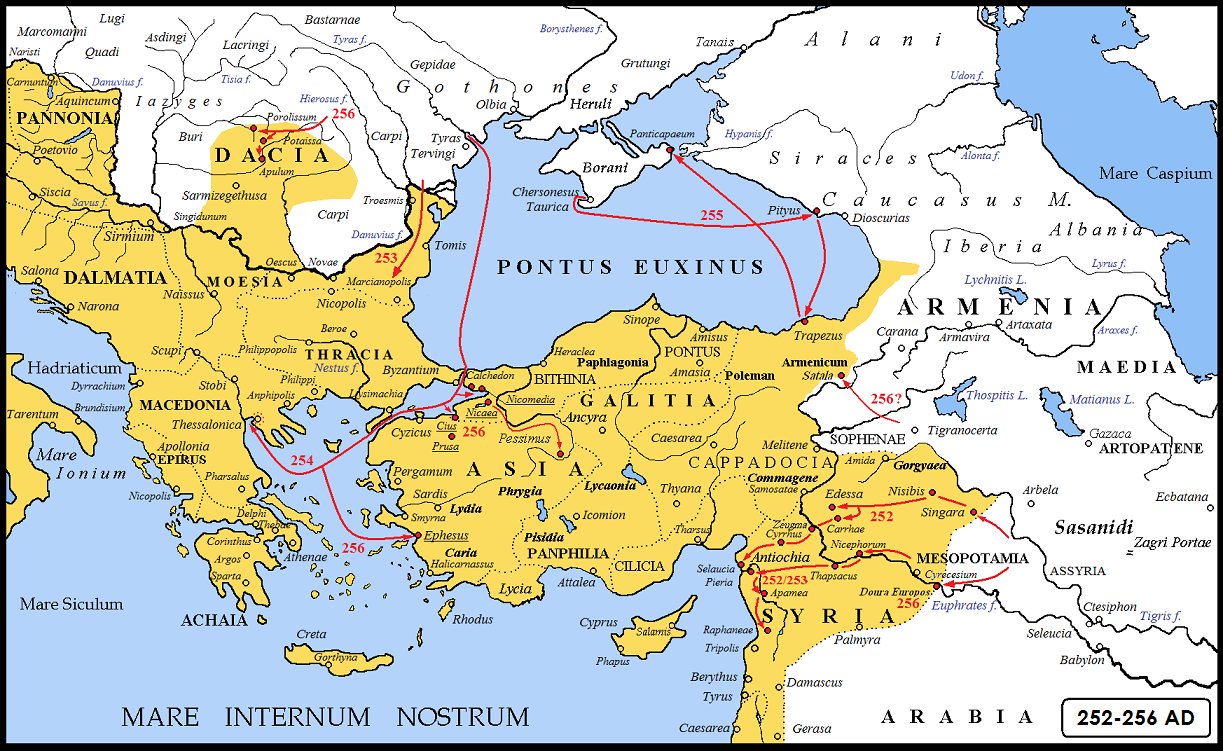
Invasioni di Goti, Borani, Carpi e Sasanidi del 253-256 durante il regno di Valeriano e Gallieno.

Al principio del 254 o sul finire del precedente, una nuova incursione di Goti interessò la parte orientale dell'Impero, affidata alla difesa di Valeriano, devastando tutti i territori della Tracia e Macedonia orientale fino a Tessalonica: i Barbari non riuscirono ad espugnare la città, che, a stento e con molta fatica, fu liberata dalle armate romane del nuovo imperatore. Il panico fu così grande che gli abitanti dell'Acaia decisero di ricostruire le antiche mura di Atene e di molte altre città del Peloponneso.
Nel 255 ancora i Goti ripresero gli attacchi, questa volta via mare, lungo le coste dell'Asia Minore, dopo aver requisito numerose imbarcazioni al Bosforo Cimmerio, alleato di Roma. I primi ad impadronirsi di queste imbarcazioni furono però i Borani che, percorrendo le coste orientali del Mar Nero, si spinsero fino all'estremità dell'Impero romano, presso la città di Pityus, che per sua fortuna era dotata di una cinta di mura molto solide e di un porto ben attrezzato. Qui furono respinti grazie alla vigorosa resistenza da parte della popolazione locale, organizzata per l'occasione dall'allora governatore Successiano. I Goti, invece, partiti con le loro navi dalla penisola di Crimea, raggiunsero la foce del fiume Fasi (che si trova nella regione di Guria in Georgia, nelle vicinanze dell'attuale città di Sukhumi); avanzarono anch'essi verso Pityus, che riuscirono questa volta ad occupare, anche perché Successiano, promosso prefetto del Pretorio, aveva seguito l'imperatore Valeriano ad Antiochia. La grande flotta proseguì quindi fino a Trapezunte, riuscendo ad occupare anche questa importante città, protetta da una duplice cinta muraria e da diverse migliaia di armati, come racconta Zosimo:
(Zosimo, Storia nuova, I, 33.)

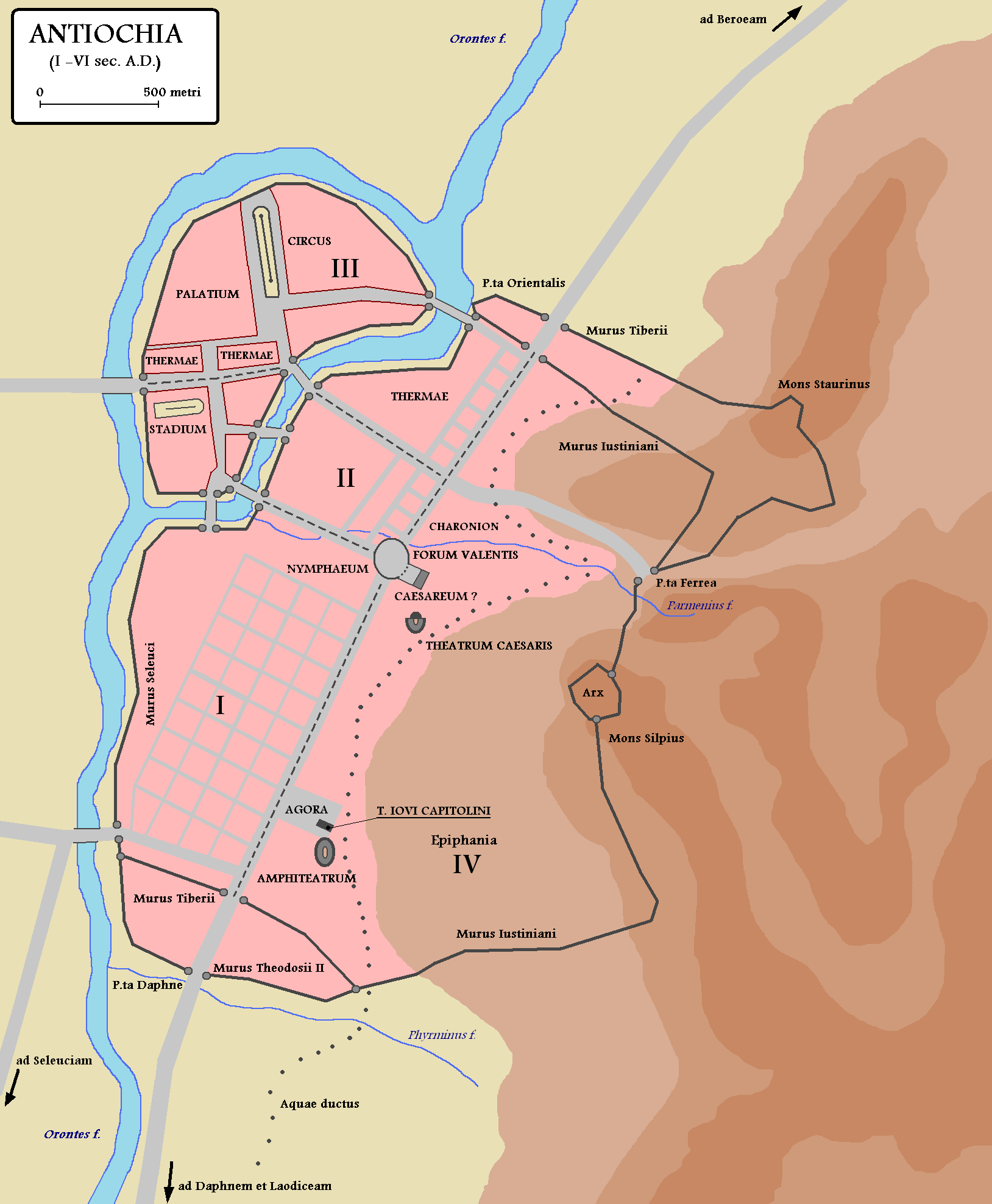
La città di Antiochia (oggi Antakya) fu assediata numerose volte nel corso del III secolo: certamente nel 252 e nel 260.

Carichi ormai di un enorme bottino, sulla strada del ritorno saccheggiarono anche la città di Panticapeo, nell'attuale Crimea, interrompendo i rifornimenti di grano necessari ai Romani in quella regione. La situazione era così grave da costringere Gallieno ad accorrere lungo i confini danubiani per riorganizzare le forze dopo questa devastante invasione, come testimonierebbe un'iscrizione proveniente dalla fortezza legionaria di Viminacium.
Non passò molto tempo che una nuova invasione di Goti percorse il Mar Nero (nel 256), ancora via mare ma questa volta verso la costa occidentale, avanzando fino al lago di Fileatina (l'attuale Derkos) ad occidente di Bisanzio. Da qui proseguirono fin sotto le mura di Calcedonia. La città fu depredata di tutte le sue grandi ricchezze, benché, riferisce Zosimo, la guarnigione superasse il numero degli assalitori Goti. Molte altre importanti città della Bitinia, come Prusa, Apamea e Cio furono saccheggiate dalle armate gotiche, mentre Nicomedia e Nicea furono date alle fiamme.

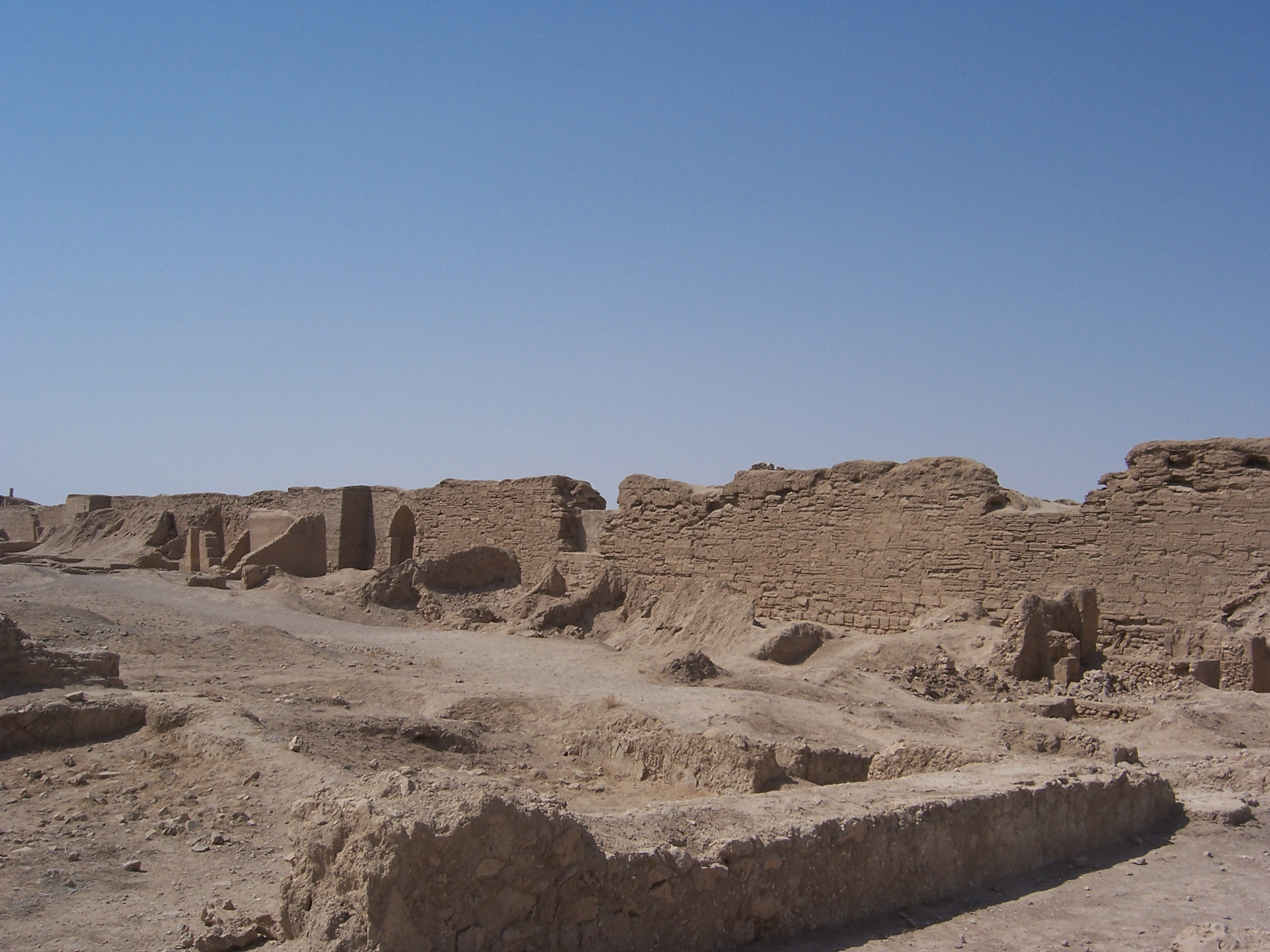
L'antica città di Dura Europos, assediata e distrutta dai Sasanidi nel 256.

Contemporaneamente sul fronte orientale, dove Valeriano aveva posto il suo quartier generale (Antiochia), ancora nel 256 gli eserciti di Sapore I sottraevano importanti roccaforti al dominio romano in Siria, tra cui Dura Europos che questa volta, dopo una strenua resistenza, fu definitivamente distrutta insieme all'intera guarnigione romana.
Si racconta che, nel corso dell'assedio e successiva caduta di Dura Europos del 256, i Sasanidi furono abili a costruire un tunnel sotto le mura cittadine, che permise loro di introdursi di notte ed occupare la città. La guarnigione romana, formata da 2 000 armati, tra una vexillatio della legio IIII Scythica e la cohors XX Palmyrenorum sagittariorum equitata era riuscita a sacrificare la strada interna che costeggiava questo lato di mura oltre ai vicini edifici, con il riempimento di quest'area attraverso le macerie dei vicini edifici abbattuti, al fine di rafforzare la base delle mura contro i possibili attacchi persiani da sotto terra. I Romani procedettero, inoltre, con la costruzione di un cumulo di terra all'esterno delle mura, formando così uno spalto, sigillato con mattoni di fango per evitarne l'erosione, lungo il lato occidentale che aveva il suo centro nella porta palmirena, ingresso principale alla città di Dura Europos. Ciò però non fu evidentemente sufficiente a salvarsi dall'attacco finale sasanide. Sebbene nessuna fonte racconti in modo dettagliato di questo terribile assedio, durato alcuni mesi, sono rimati a testimonianza i numerosi scavi archeologici effettuati in loco. Vi è da aggiungere che proprio in questa occasione, i ricercatori moderni hanno riscontrato di aver trovato le prove che i persiani utilizzarono "gas velenosi" a Dura Europos, contro i difensori romani durante l'assedio. Sono stati infatti messi in luce i resti di 20 soldati romani ai piedi delle mura della città, i quali, secondo un archeologo dell'Università di Leicester, sembra siano morti in seguito ad asfissia da gas velenosi, a causa dell'accensione di bitume e cristalli di zolfo, utilizzati probabilmente lungo il tunnel sotterraneo scavato dai Sasanidi. I soldati romani, che avevano così costruito un tunnel parallelo, si trovarono imprigionati quando le forze sasanidi rilasciarono il gas contro i Romani. Un solo soldato sasanide fu scoperto tra i corpi romani, tanto da farlo ritenere il responsabile dell'aver rilasciato i gas, prima che i fumi uccidessero anch'egli.
Quasi tutti i difensori romani della città di Dura Europos sopravvissuti furono condotti a Ctesifonte e venduti come schiavi. La città fu saccheggiata al punto che non fu mai ricostruita.
| Valeriano: antoniniano                                                   | Valeriano: antoniniano                                                                                 |
| ------------------------------------------------------------------------ | --- |
|                                                                          | |
| IMP C P LIC VALERIANVS P F AVG, testa radiata a destra, con paludamento; | RESTITVT ORI-ENTIS, l'Oriente in piedi a destra, consegna a Valeriano, in piedi a sinistra, la corona. |
| 22mm, 3.95 g, coniato nel 253-260                                        | |

Sul finire del 256 o agli inizi del 257, Valeriano, preoccupato per l'invasione dei Goti dell'anno precedente, inviò un esercito di soccorso, comandato da Lucio Mummio Felice Corneliano ed alle cui dipendenze sembra ci fosse il futuro imperatore Aureliano, per meglio difendere l'importante roccaforte di Bisanzio; l'imperatore, a sua volta, si diresse in Cappadocia e in Bitinia per portar soccorso alle popolazioni di questa provincia. Tuttavia, l'arrivo di Valeriano non sortì alcun effetto, poiché il riaccendersi di un'epidemia di peste e l'avanzata persiana degli anni precedenti aveva gettato l'oriente romano nel più grande sconforto. È anche probabile che i vari assalti condotti con successo da parte dei barbari abbiano generato in Sapore I la consapevolezza che un attacco ben programmato e contemporaneo da parte del re dei Sasanidi avrebbe permesso alle sue armate di dilagare nelle province orientali romane, con il proposito di congiungersi ai Goti stessi provenienti dalle coste del Mar Nero.
Contemporaneamente Valeriano dispose una nuova controffensiva in Oriente, per recuperare parte dei territori perduti con buoni risultati contro le armate sasanidi, fino a tutto il 259. Sembra infatti che già nella primavera del 257 i Romani ebbero la meglio sui Persiani presso Circesium.

#### Politica religiosa (257-258)

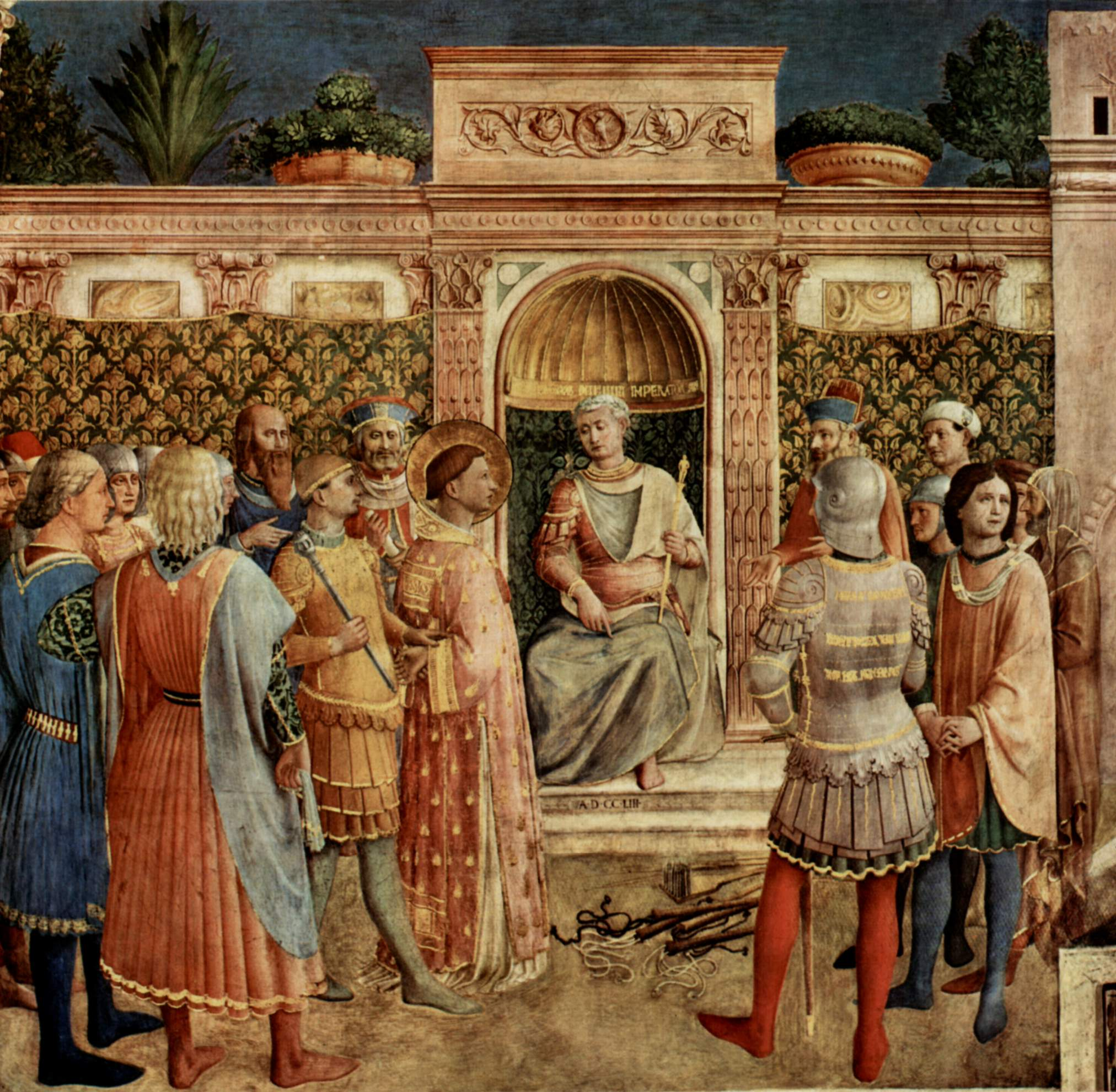
Stefano e Lorenzo davanti a Valeriano, Beato Angelico, 1447-1450 (Pinacoteca Vaticana)

Valeriano emanò due editti, nel 257 e nel 258, che prevedevano la confisca dei terreni religiosi e la condanna dei seguaci del Cristianesimo; a differenza dei suoi predecessori diresse il proprio attacco alla gerarchia ecclesiastica piuttosto che ai semplici fedeli. Tra le vittime di questa persecuzione vi furono infatti papa Stefano I, papa Sisto II, il vescovo di Cartagine Cipriano di Cartagine, Dionisio di Alessandria, san Lorenzo martire. A questi l'agiografia cristiana aggiunge martirii dubbi o impossibili, come quelli di papa Lucio I, Novaziano, Rufina e Seconda, Gervasio e Protasio, Colomba di Sens, Rustico, Mercurio di Cesarea, la vergine Agrippina.
La persecuzione voluta da Valeriano ha avuto un esito negativo sulla storiografia del suo regno: tra le vittime vi fu anche Cipriano, vescovo di Cartagine, il quale fu prima esiliato e poi, al suo ritorno, messo a morte (settembre 258). Proprio la fine della sua corrispondenza fa mancare un'importante fonte storica di quel periodo.

#### In Oriente: la disfatta contro i Sasanidi (259-260)

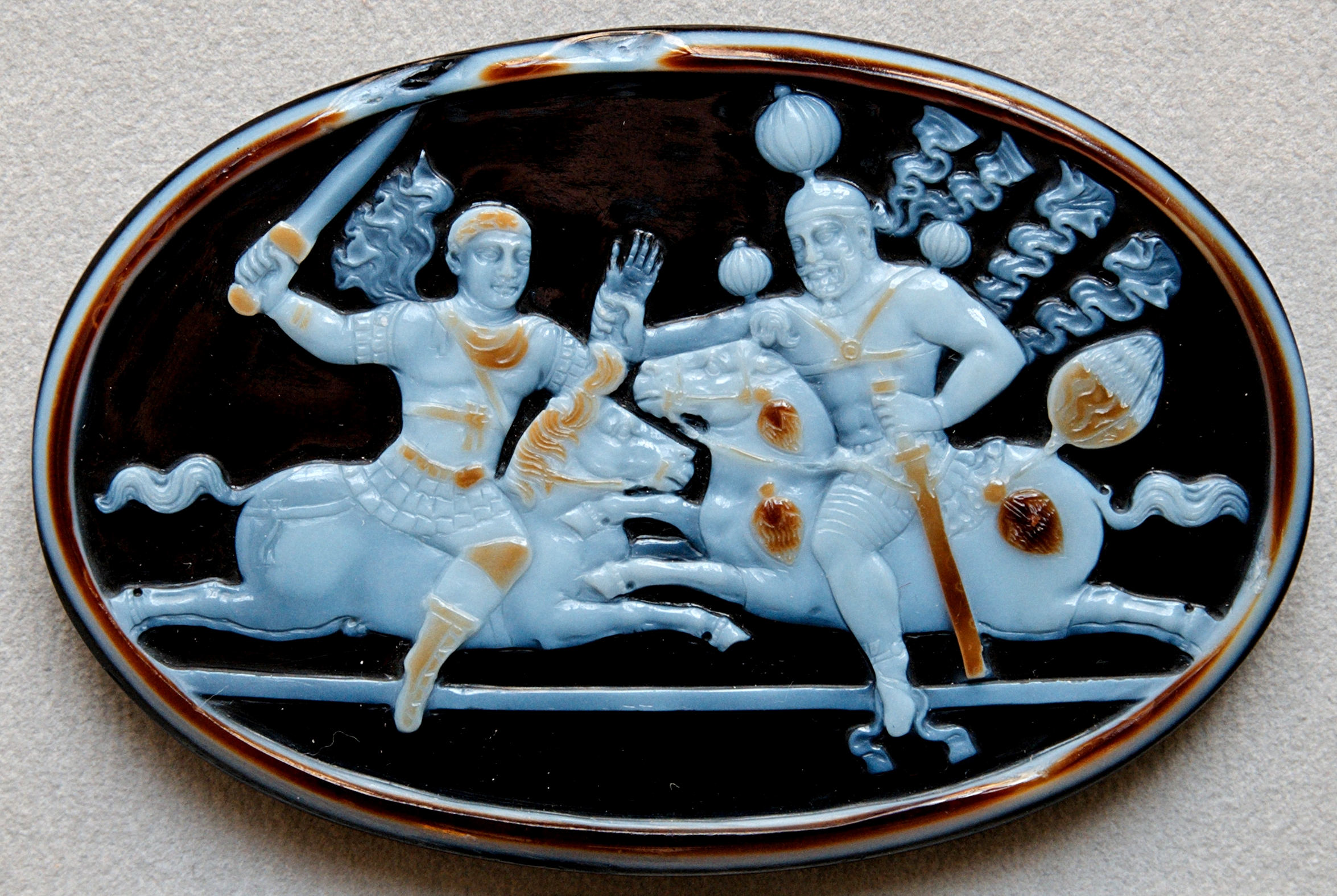
Cameo raffigurante re Sapore I che afferra per il braccio l'imperatore Valeriano, a segnalare la cattura e sottomissione del sovrano romano dopo la battaglia di Edessa (Cabinet des Médailles, Parigi).

Ancora le Res gestae divi Saporis ci raccontano di una terza devastante invasione compiuta da Sapore I ai danni dell'Impero romano, secondo la quale:
(Res gestae divi Saporis, riga 19-23 da The American journal of Semitic languages and literatures, University of Chicago, 1940, vol. 57-58, p. 379.)
Valeriano, infatti, informato di una nuova invasione in Oriente, inviò a Bisanzio il console del 237, Lucio Mummio Felice Corneliano (a protezione del fronte nord del Pontus Euxinus contro nuove invasioni gotiche), e si recò in tutta fretta ad Antiochia, dove una volta riorganizzato l'esercito marciò fino in Cappadocia, dove però incontrò la peste che decimò il suo esercito. Ciò permise a Sapore I di saccheggiare nuovamente altri territori romani.
(Zosimo, Storia nuova, I, 36.2.)

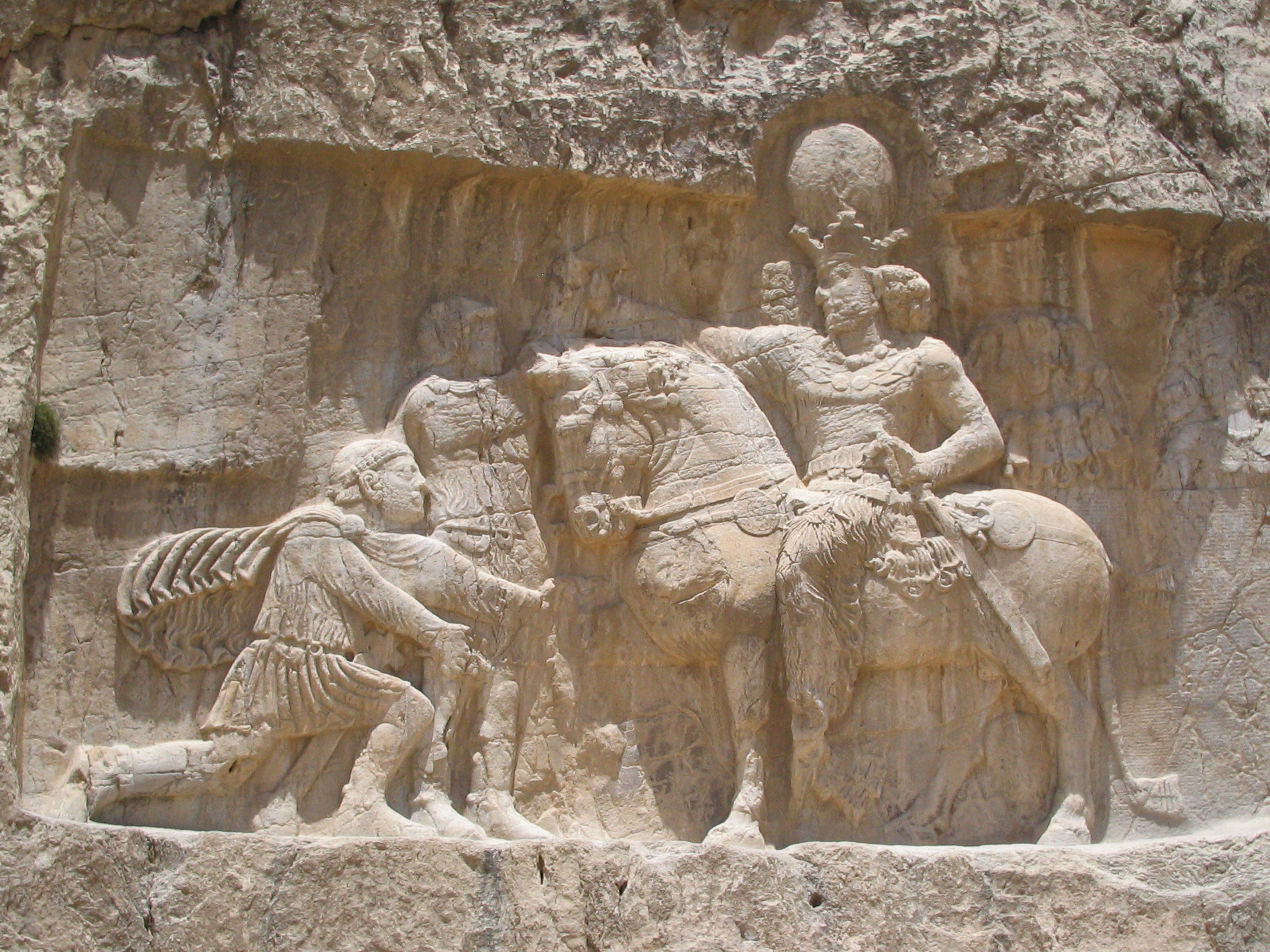
Rilievo sasanide a Naqsh-e Rustam raffigurante Sapore I che tiene prigioniero Valeriano e riceve l'omaggio di Filippo l'Arabo, inginocchiato davanti al sovrano sasanide.

Il racconto della fine di Valeriano, giunto a difendere Edessa dall'assedio persiano, dove i Romani avevano avuto notevoli perdite anche a causa di una pestilenza dilagante, varia molto nelle versioni romane:
- Eutropio, Festo e Aurelio Vittore raccontano che l'Imperatore romano fu catturato dalle armate sasanidi dopo essere stato sconfitto pesantemente in battaglia;[75]
- Zosimo sostiene che Valeriano, recatosi a un incontro con il re persiano, fu fatto prigioniero a tradimento nell'aprile-maggio del 260:

(Zosimo, Storia nuova, I, 36.2.)
- un'altra fonte suggerisce che Valeriano chiese "asilo politico" al re persiano Sapore I, per sottrarsi a una possibile congiura, in quanto nelle file dell'esercito romano che stava assediando Edessa, serpeggiavano evidenti segni di ammutinamento.[74]
- gli scrittori cristiani Lattanzio e Orosio invece presentano una versione inficiata dalla violenta ostilità nei confronti dell'imperatore, grande persecutore dei cristiani. Sarebbe stato punito dal Dio cristiano e costretto a trascorrere i suoi ultimi giorni in schiavitù: fu prima utilizzato come sgabello vivente da Sapore, per salire a cavallo,[76][77] poi ucciso, scuoiato, riempito di paglia e affisso in un tempio persiano come simbolo del trionfo sui Romani.[78][79]

Secondo invece la fonte ufficiale persiana delle Res gestae divi Saporis:
(Res gestae divi Saporis, riga 24-25 da The American Journal of Semitic Languages and Literatures, University of Chicago, 1940, vol. 57-58, p. 379.)

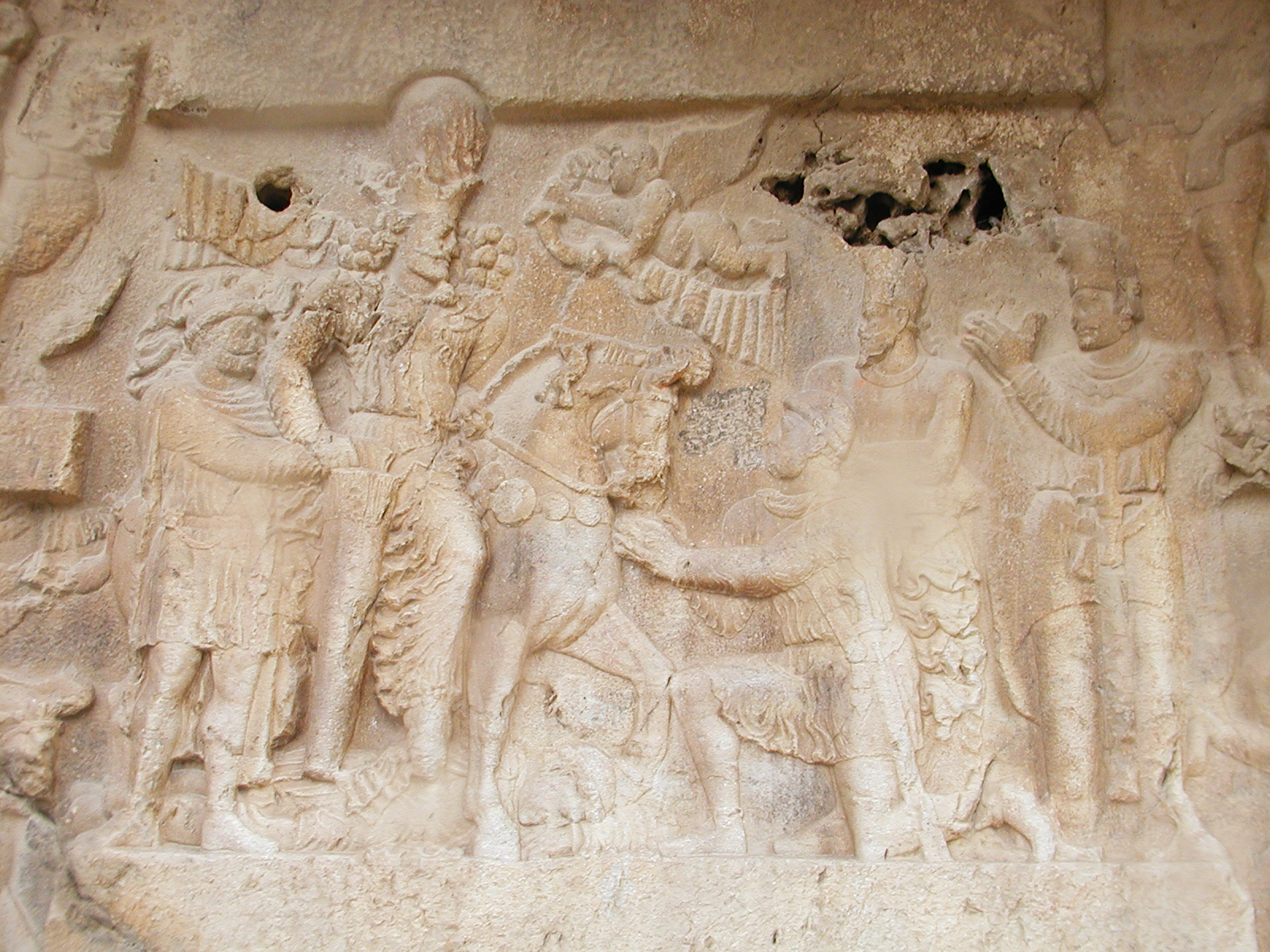
Rilievo sasanide a Bishapur raffigurante Shapur I/Sapore I con Gordiano III (a terra calpestato dal cavallo), Valeriano (dietro Sapore, che lo afferra per le mani, prigioniero) e Filippo l'Arabo (in ginocchio davanti Sapore, che tratta la resa).

E sulla base di quest'ultima fonte alcuni autori moderni ipotizzano che Valeriano sia stato condotto a costruire Bishapur assieme a parte dei suoi soldati, mentre il resto dei prigionieri romani avrebbe costruito Band-e Kaisar, "la diga di Cesare", nei pressi di Susa.
È certo che Sapore usò ampiamente la cattura di Valeriano per fini propagandistici. A Naqsh-e Rustam un altorilievo raffigura Sapore a cavallo che tiene per le mani, prigioniero, Valeriano, mentre Filippo l'Arabo si inchina al sovrano sasanide prostrando in avanti le mani in offerta di sottomissione; a Bishapur, invece, l'iconografia rappresenta Sapore in piedi su Gordiano III morto, mentre tiene dietro di sé Valeriano prigioniero e riceve l'omaggio di Filippo. Al Cabinet des Médailles di Parigi è conservato un cameo raffigurante Sapore e Valeriano che si scontrano a cavallo: Sapore, con la mano sull'elsa della spada ancora nel fodero, stringendolo per la mano, cattura Valeriano che sta brandendo una spada sguainata.

#### Morte (260?)
La cattura di Valeriano da parte dei Persiani lasciò l'Oriente romano alla mercé di Sapore I, il quale condusse una nuova offensiva dal suo quartier generale di Nisibis (occupata nel 252 dalla armate sasanidi), riuscendo ad occupare i territori romani fino a Tarso (in Cilicia), Antiochia (in Siria) e Cesarea (in Cappadocia), compresa l'intera provincia romana di Mesopotamia.
(Res gestae divi Saporis, riga 25-34 da The American journal of Semitic languages and literatures, University of Chicago, 1940, vol. 57-58, p. 379.)
Ancora le Res gestae divi Saporis raccontano che molte migliaia di prigionieri romani furono condotte all'interno dell'Impero sasanide e collocate in Persia, Partia, Susiana ed in Asorestan. Valeriano trascorse così i suoi ultimi giorni di vita in prigionia, sebbene molte furono le richieste da parte di re "clienti" vicini a Sapore I, affinché liberassero l'imperatore, temendo una vendetta romana. Ed un'altra fonte persiana racconta che molti dei regni, prima "clienti" dei Romani, furono ora costretti a sottomettersi al "Re dei Re" persiano, come quello d'Armenia, d'Albania e d'Iberia nel Caucaso fino alle "porte degli Alani".
Gallieno, alle prese in Occidente con invasioni barbariche e usurpazioni, non poté intervenire direttamente contro Sapore I. Non ritenne neppure di offrire un riscatto perché temeva che Sapore avrebbe chiesto una cifra esorbitante o la cessione di province nevralgiche per l'impero.
Sembra assai probabile che Valeriano sia stato impiegato come schiavo nella costruzione di una diga a Susiana o del ponte Band-e Kaisar assieme ad altri prigionieri romani, morendo poco dopo.
Lo scrittore cristiano del IV secolo Lattanzio scrisse un'opera intitolata De mortibus persecutorum ("La morte dei persecutori"), in cui mostrava come i persecutori del Cristianesimo fossero stati poi puniti con destini infamanti; riguardo a Valeriano, racconta che Sapore lo tenne con sé utilizzandolo come sgabello per montare a cavallo e che poi lo fece uccidere e scuoiare, riempiendo la sua pelle, tinta di rosso, con della paglia e affiggendolo in un tempio come trofeo. La veridicità del resoconto di Lattanzio è tuttavia inficiata dal suo punto di vista violentemente antipagano.
Il racconto tramandato dalle fonti sasanidi vuole invece che Sapore abbia inviato Valeriano e alcuni suoi soldati a vivere a Bishapur, mentre il resto dei prigionieri romani avrebbero costruito un esempio dell'ingegneria romana, Band-e Kaisar, "la diga di Cesare", nei pressi di Susa. Valeriano aveva regnato dal 253 al 260. Ora restava suo figlio Gallieno.

## Titolatura imperiale
| Titolatura imperiale  | Numero di volte | Datazione evento |
| --------------------- | --------------- | --- |
| Tribunicia potestas   | 8 anni:         | dal 253 e rinnovata annualmente al 10 dicembre di ogni anno fino al 260 per nove volte.                                                        |
| Consolato             | 4 volte:        | 238? (I), 254 (II), 255 (III) e 257 (IV). |
| Titoli vittoriosi     |                 | Germanicus Maximus, Parthicus (?) e Restitutor Galliarum, nel 254; Restitutor Orientis, ca. 253-260 Restitutor orbis, nel periodo 254-259 (?). |
| Salutatio imperatoria | almeno 3 volte: | la prima quando fu fatto Augusto nel 253, la seconda quando assunse il titolo di Germanicus Maximus nel 254 e la terza nel 256.                |
| Altri titoli          |                 | Pio, Felix, Pater Patriae e Pontifex Maximus nel 253.                                                                                          |